# Bram Stoker Awards
O Bram Stoker Awards é uma premiação concedida pela Horror Writers Association (HWA) por "realização superior" em terror. Os prêmios têm sido concedidos anualmente desde 1987, e os vencedores são selecionados por votação dos membros a(c)tivos do HWA. O nome do prêmio é uma homenagem ao escritor Bram Stoker, autor do romance Dracula, entre outros.

## Categorias
| O Bram Stoker Awards é entregue a feitos superiores nas seguintes categorias, desde 2013: - Bram Stoker Award para Melhor Romance (1987–) - Bram Stoker Award para Melhor Primeiro Romance (1987–) - Bram Stoker Award para Melhor Romance para Jovens Adultos (2011–) - Bram Stoker Award para Melhor Romance Gráfico (2011–) - Bram Stoker Award para Melhor Longa Ficção (1998–) - Bram Stoker Award para Melhor Curta em Ficção (1998–) - Bram Stoker Award para Melhor Colectânea de Ficção (1998–) - Bram Stoker Award para Melhor Guião (1998–2004, 2011–) - Bram Stoker Award para Melhor Antologia (1998–) - Bram Stoker Award para Melhor Não Ficção (1987–) - Bram Stoker Award para Melhor Colectânea de Poesia (2000–) - Bram Stoker Award para Melhor Feito em Vida (1987–) | As categorias discontinuadas incluem - Bram Stoker Award para Melhor Noveleta (1987–1997) - Bram Stoker Award para Melhor História Curta (1987–1997) - Bram Stoker Award para Melhor Colectânea (1987–1997) - Bram Stoker Award para Outros Media (1993, 1998–2000) - Bram Stoker Award para Melhor Narrativa Ilustrada (1998–2004) - Bram Stoker Award para Melhor Trabalho para Jovens (1998–2004) - Bram Stoker Award para Melhores Formas Alternativas (2001–2004) |

## Vencedores anteriores
Vencedores anteriores incluem:
| - Linda Addison - Michael Arnzen - Clive Barker - Laird Barron - Charles Beaumont - Robert Bloch - Bruce Boston - Ray Bradbury - Christopher Lee - Gary A. Braunbeck - Ramsey Campbell - Douglas Clegg - Don Coscarelli - Ellen Datlow - Harlan Ellison - Nancy Etchmendy - Neil Gaiman - Jeff Gelb - David Gerrold - Owl Goingback - Christopher Golden - Rain Graves - Eric J. Guignard - Thomas Harris - Chad Helder - Joe Hill | - Nina Kiriki Hoffman - Nancy Holder - Del Howison - Charlee Jacob - Stephen Jones - Steven A. Katz - Brian Keene - Jack Ketchum - Caitlin R. Kiernan - Stephen King - Michael Knost - Kathe Koja - Sarah Langan - Joe R. Lansdale - Richard Laymon - Vince Liaguno - Thomas Ligotti - Bentley Little - Jonathan Maberry - George R. R. Martin - Elizabeth Massie - Rena Mason - Richard Matheson - Glen Mazzara - Robert McCammon - Joe McKinney | - Thomas F. Monteleone - Michael Moorcock - Alan Moore - David Morrell - Lisa Morton - Yvonne Navarro - William F. Nolan - Joyce Carol Oates - Weston Ochse - Norman Partridge - Tom Piccirilli - Alex Proyas - Alan Rodgers - Bruce Holland Rogers - J. K. Rowling - B. T. Post - Al Sarrantonio - Austin Sherwood - John Shirley - Dan Simmons - Marge Simon - Lucy A. Snyder - Peter Straub - Steve Rasnic Tem and Melanie Tem - Robert Weinberg - Stanley Wiater - Rocky Wood - Troy Kroon |